# Marianela Pagola
Marianela Pagola – wenezuelska judoczka.
Startowała w Pucharze Świata w 2010. Srebrna medalistka igrzysk Ameryki Środkowej i Karaibów w 2002. Siódma na mistrzostwach panamerykańskich w 2002 roku.